# Nagroda Unii Europejskiej w konkursie architektury współczesnej im. Miesa van der Rohego
Nagroda Unii Europejskiej w konkursie architektury współczesnej im. Miesa van der Rohego (ang. European Union Prize for Contemporary Architecture – Mies van der Rohe Award) – nagroda ufundowana przez Komisję Europejską i Fundację Miesa van der Rohego, mająca podkreślać znaczenie wkładu europejskich architektów w rozwój nowych idei i technologii we współczesnym rozwoju urbanistycznym, przyznawana od 1987 roku co dwa lata za realizację ukończoną w ciągu dwóch poprzednich lat. Współfinansowana przez UE i Fundację im. Miesa van der Rohe nagroda ma wartość 60 000 euro. Nominacje zgłaszają eksperci z Europy, krajowe stowarzyszenia architektów zrzeszone w ramach Rady Architektów Europy oraz komitet doradczy nagrody.
Nagroda nosi imię niemieckiego architekta Ludwiga Miesa van der Rohego, jednego z twórców stylu międzynarodowego.
Fundacja ma siedzibę w Barcelonie i zarządza odbudowanym przez siebie pawilonem niemieckim z wystawy światowej. Nagroda składa się z rzeźby nawiązującej kształtem do pawilonu oraz 50 000 euro. Przyznawane równolegle wyróżnienie obejmuje rzeźbę oraz 10 000 euro.

## Laureaci nagrody
| Rok  | Zwycięski projekt                   | Zwycięski projekt                                             | Laureat                                                                                    | Lokalizacja         | Polski finalista                                    | Polski finalista | Polski finalista |
| ---- | ----------------------------------- | ------------------------------------------------------------- | ------------------------------------------------------------------------------------------ | ------------------- | --------------------------------------------------- | ---------------- | ---------------- |
| 1988 |                                     | Banco Borges e Irmão                                          | Álvaro Siza                                                                                | Vila do Conde       |                                                     |                  |                  |
| 1990 |                                     | Nowy terminal lotniska Stansted                               | Norman Foster & Partners                                                                   | Londyn              |                                                     |                  |                  |
| 1992 |                                     | Stadion Badalona                                              | Esteve Bonell i Francesc Rius                                                              | Badalona, Barcelona |                                                     |                  |                  |
| 1994 |                                     | Waterloo Station                                              | Nicholas Grimshaw & Partners                                                               | Londyn              |                                                     |                  |                  |
| 1996 |                                     | Biblioteka Narodowa Francji                                   | Dominique Perrault                                                                         | Paryż               |                                                     |                  |                  |
| 1998 |                                     | Dom Sztuki w Bregencji                                        | Peter Zumthor                                                                              | Bregencja           |                                                     |                  |                  |
| 2001 |                                     | kompleks Kursaal                                              | Rafael Moneo                                                                               | San Sebastián       |                                                     |                  |                  |
| 2003 |                                     | Parking i dworzec tramwajowy Hœnheim Nord                     | Zaha Hadid                                                                                 | Hœnheim, Strasburg  |                                                     |                  |                  |
| 2005 |                                     | Ambasada Holandii w Niemczech                                 | Rem Koolhaas                                                                               | Berlin              |                                                     |                  |                  |
| 2007 |                                     | MUSAC                                                         | Emilio Tunon Álveres i Luis Moreno Mansilla                                                | León                |                                                     |                  |                  |
| 2009 |                                     | Opera w Oslo                                                  | Snøhetta                                                                                   | Oslo                |                                                     |                  |                  |
| 2011 |                                     | Neues Museum                                                  | David Chipperfield                                                                         | Berlin              | Votum Aleksa                                        |                  | Tarnów nad Wisłą |
| 2013 |                                     | Sala koncertowa Harpa                                         | Henning Larsen Architects i Studio Olafur Eliasson                                         | Reykjavík           | Centrum Informacji Naukowej i Biblioteka Akademicka |                  | Katowice         |
| 2013 | przystanek kolejowy Wrocław Stadion | Sala koncertowa Harpa                                         | Henning Larsen Architects i Studio Olafur Eliasson                                         | Reykjavík           |                                                     | Wrocław          |                  |
| 2015 |                                     | Filharmonia im. Mieczysława Karłowicza w Szczecinie           | Alberto Veiga & Fabrizio Barozzi                                                           | Szczecin            | Muzeum Historii Żydów Polskich Polin                |                  | Warszawa         |
| 2015 | Muzeum Śląskie w Katowicach         | Filharmonia im. Mieczysława Karłowicza w Szczecinie           | Alberto Veiga & Fabrizio Barozzi                                                           | Szczecin            |                                                     | Katowice         |                  |
| 2017 |                                     | Projekt deFlatKleiburg – renowacja zespołu mieszkalnego       | NL Architects i XVW architectuur                                                           | Amsterdam           | Muzeum Katyńskie                                    |                  | Warszawa         |
| 2019 | –                                   | Przekształcenie 530 mieszkań w kompleksie Grand Parc Bordeaux | Lacaton & Vassal architects, Frédéric Druot Architecture and Christophe Hutin Architecture | Bordeaux            | Szkoła Filmowa im. Krzysztofa Kieślowskiego         |                  | Katowice         |
| 2022 | –                                   | Town House – Kingston University                              | Grafton Architects                                                                         | Londyn              | Park Pamięci Wielkiej Synagogi                      |                  | Oświęcim         |
| 2022 | –                                   | Town House – Kingston University                              | Grafton Architects                                                                         | Londyn              | Centrum Aktywności Lokalnych                        |                  | Rybnik           |
| 2024 | wyniki nieogłoszone                 | wyniki nieogłoszone                                           | wyniki nieogłoszone                                                                        | wyniki nieogłoszone | Targ Błonie                                         |                  | Błonie           |